# کاکایی نوک‌حلقه‌ای
کاکایی نوک‌حلقه‌ای (نام علمی: Larus delawarensis) نام یک گونه از سرده کاکایی است. طول جثه بزرگسال حدود ۴۹ و پهنای بال آن ۱۲۴ سانتی‌متر است.

## نگارخانه

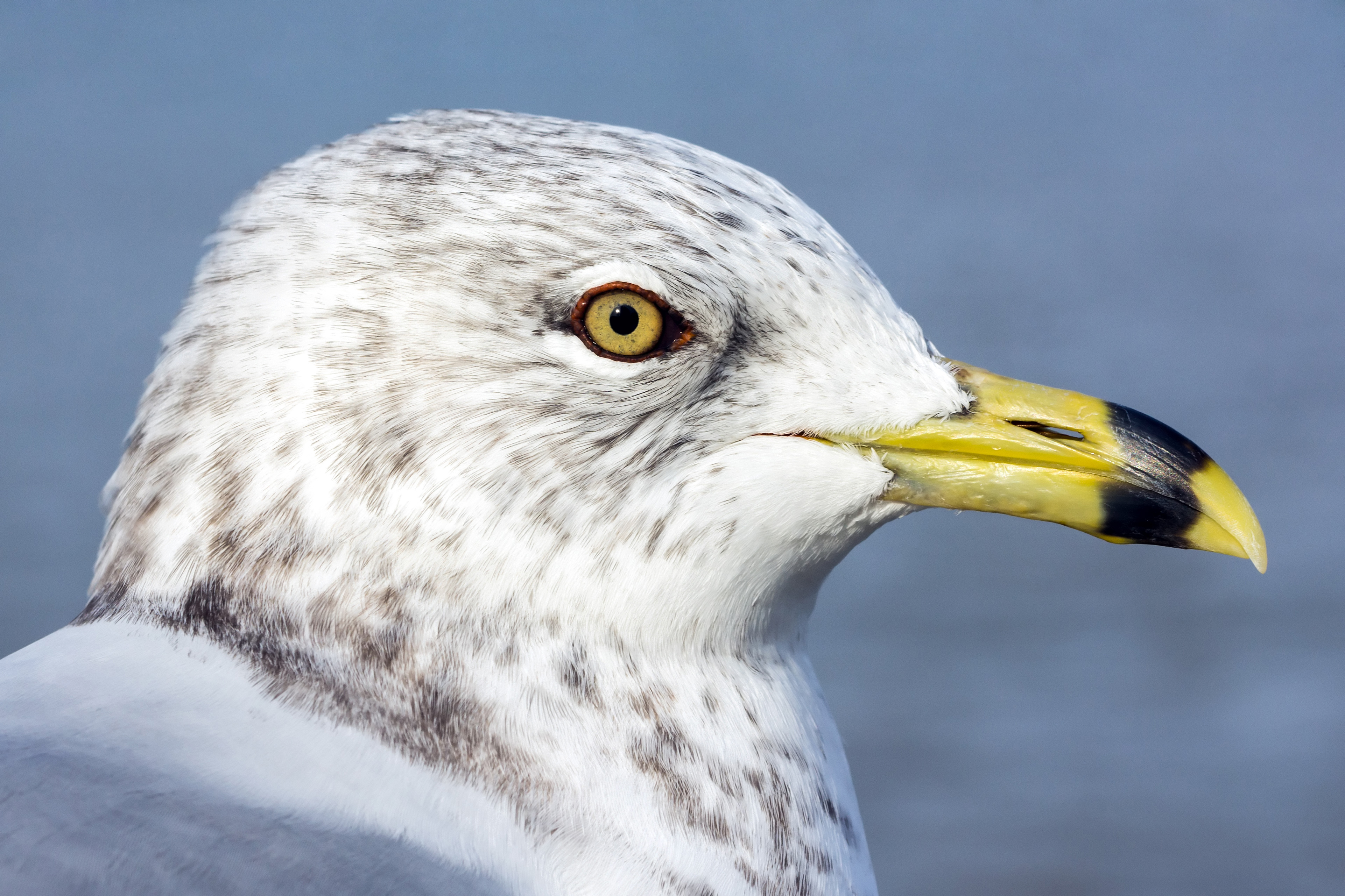
تصویری از کاکایی نوک‌حلقه‌ای در ویندزور، انتاریو